# Tolhuaca
Der Tolhuaca ist ein 2806 Meter hoher Schichtvulkan in der Región de la Araucanía in Chile. Er befindet sich an der Reserva Nalcas und am Nationalpark Tolhuaca, in direkter Nachbarschaft des jüngeren Vulkans Lonquimay.
An seinem Fuß befindet sich die gletschergespeiste Laguna Blanca, und die Chilenische Araukarie ist an seinen Hängen in großen Vorkommen vorhanden.